# Зачепилівський район
Зачепи́лівський райо́н — колишня адміністративно-територіальна одиниця на південному заході Харківської області з центром у смт Зачепилівка. Район створено 8 грудня 1966 року. Загальна площа району 793,6 км², або 2,5 % території області. Район налічує 36 населених пунктів, які підпорядковані 1 селищній та 9 сільським радам. Населення району становить 15 298 (на 1 лютого 2016 року).

## Географія
Розташований район на півдні Харківщини. З північної і західної сторін омережений Полтавщиною, з півдня — Дніпропетровщиною і Сахновщинським районом, а зі сходу — Кегичівським і Красноградським районами Харківської області.
Територією Зачепилівщини протікає 5 річок: Берестова, Оріль, Орчик, Вошива, Мажарка, загальна довжина яких становить 222,85 км.

## Історія
Точної дати створення селища Зачепилівки не встановлено. За одними джерелами вона була заснована запорізькими козаками в першій половині XVII ст., за іншими — в кінці XVII — початку XVIII ст., коли переселенці з Полтавського полку осіли хуторами на берегах Орчика, Берестової й Орілі.
Ця територія розвивалася повільно. Зростанню перешкоджала постійна загроза з боку кримських татар. Так, в 1737—1738 рр., під час Російсько-турецької війни, вони зруйнували багато приорільських сіл.
На території району до наших часів збереглися залишки, так званої, Української лінії. Ця система оборонних укріплень була збудована в 1731—1742 рр. За наказом царського уряду для захисту південних кордонів Російської імперії від нападу Кримського ханства. Дві (з 18) фортеці — Козловська і Федорівська — були розташовані на території сучасного району. Час знищив дерев'яні споруди укріплень, на цей час лише високий вал вздовж р. Берестова та пам'ятний знак на місці залишків Козловської фортеці нагадують про ті давні події.
Однією з найвидатніших пам'яток нашого району є Свято-Миколаївський храм в с. Орчик, який був збудований без жодного цвяха в 1850 році.
1802, після створення Полтавської губернії, Зачепилівка стала волосним центром Костянтиноградського повіту. Вже в другій половині XIX ст. в руках досвідчених фермерів зосередилась велика кількість земельних ділянок, в основному, за рахунок неефективності бідняцьких господарств. Доведена до відчаю селянська біднота, яка працювала в поміщицьких маєтках, в 1902 році брала участь в розгромі економій Зінов'єва і Катеринича. Царський уряд жорстоко розправився з учасниками селянських повстань.
З 1917 — територія майбутнього району була у складі УНР.

### Відомі люди
У селі Олександрівка (раніше с. Гранкіно) часто й тривалий час гостював великий композитор Петро Ілліч Чайковський. Уродженець села Сомівка Яків Покуса — у війну командував об'єднаною бригадою російської Червоної Армії.
Свій вклад в розвиток літератури внесли уродженці Зачепилівщини: Рудь Микола Данилович — прозаїк, поет, публіцист, автор багатьох творів, названих пізніше «художньою біографією України», а також Хижняк Антон Федорович — прозаїк, журналіст, перу якого належать понад 100 творів.
У селі Чернещина народився Веклич Володимир Пилипович винахідник першого у світі тролейбусного поїзду, ініціатор будівництва першої в СРСР київської лінії швидкісного трамвая, доктор технічних наук, директор Науково-дослідного та конструкторсько-технологічного інституту міського господарства.
В 1993 році відзначалося 100-річчя від дня смерті Петра Ілліча Чайковського. Із цієї нагоди в с. Олександрівка було відкрито пам'ятник геніальному російському композитору.

## Адміністративний устрій
Район адміністративно-територіально поділяється на 1 селищну раду та 9 сільських рад, які об'єднують 38 населених пунктів та підпорядковані Зачепилівській районній раді.

## Економіка
Провідною галуззю економіки Зачепилівського району і в минулі, і в теперішні часи є сільське господарство. Тут вирощують озиму пшеницю, ячмінь, кукурудзу та соняшник. Активно розвивається в районі й тваринництво.
Загальна площа сільськогосподарських угідь — 69737,7 га, з них:
- пашні — 55732,7 га;
- пасовища — 8535,9 га;
- сінокоси — 4395,2 га;
- ліси та насаджування — 3421,7 га.

Розвиток району продовжується. За останні роки інтенсивно проводиться газифікація населених пунктів району.

## Транспорт
Територією району проходить автошлях E105.

## Населення
Розподіл населення за віком та статтю (2001):
| Стать | Всього | До 15 років | 15-24 | 25-44 | 45-64 | 65-85 | Понад 85 |
| --- | ------ | ----------- | ----- | ----- | ----- | ----- | -------- |
| Чоловіки | 8758   | 1752        | 1186  | 2667  | 2149  | 969   | 35       |
| Жінки | 10 298 | 1720        | 1198  | 2614  | 2552  | 1959  | 255      |
| \| Статево-вікова піраміда \| Статево-вікова піраміда \| Статево-вікова піраміда \| \| ----------------------- \| ----------------------- \| ----------------------- \| \| Чоловіки \| Вік \| Жінки \| \| 35 \| 85 + \| 255 \| \| 60 \| 80-84 \| 258 \| \| 208 \| 75-79 \| 616 \| \| 354 \| 70-74 \| 648 \| \| 347 \| 65-69 \| 437 \| \| 641 \| 60-64 \| 918 \| \| 342 \| 55-59 \| 394 \| \| 541 \| 50-54 \| 591 \| \| 625 \| 45-49 \| 649 \| \| 719 \| 40-44 \| 682 \| \| 671 \| 35-39 \| 632 \| \| 607 \| 30-34 \| 645 \| \| 670 \| 25-29 \| 655 \| \| 567 \| 20-24 \| 558 \| \| 619 \| 15-20 \| 640 \| \| 700 \| 10-14 \| 716 \| \| 587 \| 5-9 \| 570 \| \| 465 \| 0-4 \| 434 \| |        |             |       |       |       |       |          |
| Статево-вікова піраміда |        |             |       |       |       |       |          |
| Чоловіки | Вік    | Жінки       |       |       |       |       |          |
| 35 | 85 +   | 255         |       |       |       |       |          |
| 60 | 80-84  | 258         |       |       |       |       |          |
| 208 | 75-79  | 616         |       |       |       |       |          |
| 354 | 70-74  | 648         |       |       |       |       |          |
| 347 | 65-69  | 437         |       |       |       |       |          |
| 641 | 60-64  | 918         |       |       |       |       |          |
| 342 | 55-59  | 394         |       |       |       |       |          |
| 541 | 50-54  | 591         |       |       |       |       |          |
| 625 | 45-49  | 649         |       |       |       |       |          |
| 719 | 40-44  | 682         |       |       |       |       |          |
| 671 | 35-39  | 632         |       |       |       |       |          |
| 607 | 30-34  | 645         |       |       |       |       |          |
| 670 | 25-29  | 655         |       |       |       |       |          |
| 567 | 20-24  | 558         |       |       |       |       |          |
| 619 | 15-20  | 640         |       |       |       |       |          |
| 700 | 10-14  | 716         |       |       |       |       |          |
| 587 | 5-9    | 570         |       |       |       |       |          |
| 465 | 0-4    | 434         |       |       |       |       |          |

Національний склад населення району — українці, росіяни, вірмени, литовці, латиші, естонці, німці, цигани. Національний склад населення за даними перепису 2001 року:
| Національність | Кількість осіб | Відсоток |
| -------------- | -------------- | -------- |
| українці       | 16117          | 84,56 %  |
| росіяни        | 2557           | 13,42 %  |
| вірмени        | 131            | 0,69 %   |
| білоруси       | 68             | 0,36 %   |
| молдовани      | 27             | 0,14 %   |
| інші           | 159            | 0,83 %   |

Мовний склад населення за даними перепису 2001 року:
| Мова            | Кількість осіб | Відсоток |
| --------------- | -------------- | -------- |
| українська      | 16000          | 83,95 %  |
| російська       | 2839           | 14,90 %  |
| вірменська      | 103            | 0,54 %   |
| білоруська      | 22             | 0,12 %   |
| азербайджанська | 20             | 0,10 %   |
| інші            | 75             | 0,39 %   |

Народжуваність в районі в 2004 році склала 8 чоловік на 1000 чол. населення, смертність — 20 чоловік на 1000 чол. населення.
Станом на 1 січня 2005 року на території району проживає 17,9 тисяч осіб. Міське населення 4,5 тис., сільське — 13,4 тис. чоловік. Щільність населення в районі — 23,2 чоловік на 1 км². Пенсіонерів, які мешкають в районі, 5438 осіб (24 % від загальної кількості населення).

## Соціальна сфера
Навчальну діяльність в районі забезпечують 13 шкіл, сім з яких оснащені комп'ютерними класами. У 2004 році введено в дію нове крило Рунівщинської сільської загальноосвітньої школи І-ІІІ ступенів. Постійно користуються Інтернетом учні Зачепилівського ліцею та Сомівської сільської загальноосвітньої школи І-ІІІ ступенів. На сьогодні в районі функціонують 14 спортивних залів, а також 13 обладнаних футбольних полів.
Зачепилівська газета «Перемога» видається з 1933 року. Вона й нині висвітлює найважливіші події з життя району.
Краще всього на території району приймаються програми телеканалів «1+1», «Інтер» та «УТ-1».

## Пам'ятки
У Зачепилівському районі Харківської області на обліку перебуває 33 пам'ятки історії.
У Зачепилівському районі Харківської області на обліку перебуває 40 пам'яток археології.

## Релігія
На цей час в районі діє 2 релігійних громади: Православна громада Московського патріархату та Протестантська громада «Адвентисти сьомого дня».
У 2003 році почалася служба в Свято Архангело-Михайлівському храмі (сел. Зачепилівка). Ще у двох селах (Рунівщина та Леб'яже) зараз ведеться будівництво нових храмів.

## Політика
25 травня 2014 року відбулися Президентські вибори України. У межах Зачепилівського району були створені 24 виборчі дільниці. Явка на виборах складала — 61,12 % (проголосували 7 471 із 12 224 виборців). Найбільшу кількість голосів отримав Петро Порошенко — 40,48 % (3 024 виборців); Михайло Добкін — 13,76 % (1 028 виборців), Юлія Тимошенко — 12,65 % (945 виборців), Олег Ляшко — 9,82 % (734 виборців), Сергій Тігіпко — 5,98 % (447 виборців), Анатолій Гриценко — 5,30 % (396 виборців). Решта кандидатів набрали меншу кількість голосів. Кількість недійсних або зіпсованих бюлетенів — 1,59 %.